# Горна-Липница
Горна-Липница (болг. Горна Липница) — село в Болгарии. Находится в Великотырновской области, входит в общину Павликени. Население составляет 598 человек.

## Политическая ситуация
В местном кметстве Горна-Липница, в состав которого входит Горна-Липница, должность кмета (старосты) исполняет Юлко Йорданов Палов (Граждане за европейское развитие Болгарии (ГЕРБ)) по результатам выборов.
Кмет (мэр) общины Павликени — Ангел Иванов Генов (коалиция в составе 2 партий: политический клуб «Экогласность», земледельческий союз Александра Стамболийского (ЗСАС)) по результатам выборов.